# ساساکی تاکایوکی
ساساکی تاکایوکی ((به ژاپنی: 佐々木 高行 Sasaki Takayuki); ۲۶ نوامبر ۱۸۳۰ – ۳ مارس ۱۹۱۰) سیاستمدار، وزیر اهل قلمروی توسا (امروزه استان کوچی) در ژاپن بود.